# アラベラ (小惑星)
アラベラ (841 Arabella) は、小惑星帯にある小惑星。マックス・ヴォルフが1916年にハイデルベルクのケーニッヒシュトゥール天文台で発見した。
1932年に初演されたリヒャルト・シュトラウスのオペラ『アラベラ』に因んで名付けられた。